# Rosetting eritrocitario
Il rosetting eritrocitario è quel fenomeno di aggregazione degli eritrociti attorno ad un'altra cellula ematica centrale,a formare una struttura, detta rosetta, che ha la forma di un fiore.
Questo fenomeno è particolarmente importante nella malaria causata da Plasmodium falciparum, in quanto l'emazia parassitata dal protozoo funge da cellula centrale, attorno alla quale altri eritrociti si ammassano a formare la rosetta.
Il rosetting da Plasmodium falciparum può causare facilmente ischemie, aggravando il decorso clinico della malaria.